# Bahnstrecke Oldenburg–Leer
| |                      |                                 |                                 |
| Streckennummer (DB): | 1520                 |                                 |                                 |
| Kursbuchstrecke (DB): | 390                  |                                 |                                 |
| Kursbuchstrecke: | 221d (1946)          |                                 |                                 |
| Streckenlänge: | 55 km                |                                 |                                 |
| Spurweite: | 1435 mm (Normalspur) |                                 |                                 |
| Stromsystem: | 15 kV 16,7 Hz ~      |                                 |                                 |
| Streckengeschwindigkeit: | 120 km/h             |                                 |                                 |
| Zugbeeinflussung: | PZB                  |                                 |                                 |
| |                      |                                 |                                 |
| \| \| \| von Bremen \| \| \| \| \| von Osnabrück \| \| \| \| \| von Brake \| \| \| \| 0,0 \| Oldenburg (Oldb) Hbf \| Oldenburg (Oldb) Hbf \| \| \| \| alte Streckenführung (bis 1966) \| \| \| \| \| Pferdemarktbrücke \| \| \| \| \| Rosenstraße \| \| \| \| \| Heiligengeiststraße \| \| \| \| \| Georgstraße \| \| \| \| \| Peterstraße/Ziegelhofstraße \| \| \| \| 0,9 \| Ziegelhofstrasse \| Ziegelhofstrasse \| \| \| \| \| \| \| \| 1,2 \| nach Wilhelmshaven \| nach Wilhelmshaven \| \| \| 2 \| Bundesautobahn 28 \| Bundesautobahn 28 \| \| \| 3 \| Logemann (Awanst) \| Logemann (Awanst) \| \| \| 3 \| Oldenburg-Wechloy \| Oldenburg-Wechloy \| \| \| 3,4 \| Wechloy \| Wechloy \| \| \| 6 \| Bloh \| Bloh \| \| \| 10,8 \| Kayhauserfeld \| Kayhauserfeld \| \| \| \| von Edewechterdamm \| \| \| \| 15,2 \| Bad Zwischenahn \| Bad Zwischenahn \| \| \| \| von Westerstede \| \| \| \| 23,2 \| Westerstede-Ocholt[2] \| Westerstede-Ocholt[2] \| \| \| \| nach Sedelsberg \| \| \| \| 29,5 \| Apen \| Apen \| \| \| 32,2 \| Augustfehn \| Augustfehn \| \| \| 39,6 \| Stickhausen-Velde \| Stickhausen-Velde \| \| \| 42,8 \| Filsum \| Filsum \| \| \| 47,9 \| Nortmoor \| Nortmoor \| \| \| 49,9 \| Stadt Leer (Awanst) \| Stadt Leer (Awanst) \| \| \| \| von Norddeich Mole \| \| \| \| 55,0 \| Leer (Ostfriesland) \| Leer (Ostfriesland) \| \| \| \| nach Rheine \| \| \| \| \| \| \| \| Quellen: [3][4] \| \| \| \| |                      |                                 |                                 |
| Strecke |                      | von Bremen                      | von Bremen                      |
| Abzweig geradeaus und von links |                      | von Osnabrück                   | von Osnabrück                   |
| Abzweig geradeaus und ehemals von rechts |                      | von Brake                       | von Brake                       |
| Bahnhof | 0,0                  | Oldenburg (Oldb) Hbf            | Oldenburg (Oldb) Hbf            |
| Verschwenkung von links (Strecke außer Betrieb) · Verschwenkung von rechts |                      | alte Streckenführung (bis 1966) | alte Streckenführung (bis 1966) |
| Strecke (außer Betrieb) · Brücke |                      | Pferdemarktbrücke               | Pferdemarktbrücke               |
| Bahnübergang (Strecke außer Betrieb) · Brücke |                      | Rosenstraße                     | Rosenstraße                     |
| Bahnübergang (Strecke außer Betrieb) · Brücke |                      | Heiligengeiststraße             | Heiligengeiststraße             |
| Bahnübergang (Strecke außer Betrieb) · Brücke |                      | Georgstraße                     | Georgstraße                     |
| Bahnübergang (Strecke außer Betrieb) · Brücke |                      | Peterstraße/Ziegelhofstraße     | Peterstraße/Ziegelhofstraße     |
| Haltepunkt / Haltestelle (Strecke außer Betrieb) · Brücke | 0,9                  | Ziegelhofstrasse                | Ziegelhofstrasse                |
| Verschwenkung nach links (Strecke außer Betrieb) · Verschwenkung nach rechts |                      |                                 |                                 |
| Abzweig geradeaus und nach rechts | 1,2                  | nach Wilhelmshaven              | nach Wilhelmshaven              |
| Strecke mit Straßenbrücke | 2                    | Bundesautobahn 28               | Bundesautobahn 28               |
| ehemalige Blockstelle | 3                    | Logemann (Awanst)               | Logemann (Awanst)               |
| Haltepunkt / Haltestelle | 3                    | Oldenburg-Wechloy               | Oldenburg-Wechloy               |
| ehemaliger Haltepunkt / Haltestelle | 3,4                  | Wechloy                         | Wechloy                         |
| ehemaliger Bahnhof | 6                    | Bloh                            | Bloh                            |
| Dienststation / Betriebs- oder Güterbahnhof | 10,8                 | Kayhauserfeld                   | Kayhauserfeld                   |
| Abzweig geradeaus und ehemals von links |                      | von Edewechterdamm              | von Edewechterdamm              |
| Bahnhof | 15,2                 | Bad Zwischenahn                 | Bad Zwischenahn                 |
| Abzweig geradeaus und ehemals von rechts |                      | von Westerstede                 | von Westerstede                 |
| Bahnhof | 23,2                 | Westerstede-Ocholt              | Westerstede-Ocholt              |
| Abzweig geradeaus und nach links |                      | nach Sedelsberg                 | nach Sedelsberg                 |
| ehemaliger Bahnhof | 29,5                 | Apen                            | Apen                            |
| Bahnhof | 32,2                 | Augustfehn                      | Augustfehn                      |
| Dienststation / Betriebs- oder Güterbahnhof | 39,6                 | Stickhausen-Velde               | Stickhausen-Velde               |
| ehemaliger Bahnhof | 42,8                 | Filsum                          | Filsum                          |
| Dienststation / Betriebs- oder Güterbahnhof | 47,9                 | Nortmoor                        | Nortmoor                        |
| Blockstelle | 49,9                 | Stadt Leer (Awanst)             | Stadt Leer (Awanst)             |
| Abzweig geradeaus und von rechts |                      | von Norddeich Mole              | von Norddeich Mole              |
| Bahnhof | 55,0                 | Leer (Ostfriesland)             | Leer (Ostfriesland)             |
| Strecke |                      | nach Rheine                     | nach Rheine                     |
| |                      |                                 |                                 |
| Quellen: |                      |                                 |                                 |

Die Bahnstrecke Oldenburg–Leer ist eine 55 Kilometer lange eingleisige, elektrifizierte Hauptbahn im Nordwesten Niedersachsens. Sie verbindet die Emslandbahn bei Leer mit der Großstadt Oldenburg. Damit dient sie dem Verkehr aus Richtung Hannover und Bremen zur Hafenstadt Emden, dem Emsland sowie dem westlichen Ostfriesland einschließlich der für den Fremdenverkehr wichtigen Inseln Borkum, Juist und Norderney. Zusammen mit der Bahnstrecke Leer–Groningen hat sie auch eine internationale Bedeutung und ist Teil der deutsch-niederländischen Wunderline.
Die Strecke wurde am 15. Juni 1869 von der Großherzoglich Oldenburgischen Staatseisenbahn eröffnet und im Laufe des Jahres 1992 elektrifiziert, wodurch sich in Oldenburg für die Strecke nach Ostfriesland der aufwändige und zeitraubende Lokwechsel erübrigte.

## Bedienungsangebot
Seit dem Fahrplanwechsel im Dezember 2013 wird die Verbindung wieder durch Intercity-Züge im Zweistundentakt von Leipzig/Berlin und Hannover nach Emden und Norddeich bedient. Das Angebot wurde aufgrund eines neunjährigen Vertrages zwischen dem Land Niedersachsen und der DB Fernverkehr AG ganzjährig von drei auf neun Zugpaare verdichtet. In dem Vertrag hat sich das Unternehmen verpflichtet, in seinen Zügen auf der Relation Bremen – Emden – Norddeich alle Fahrscheine des Nahverkehrs zu akzeptieren und moderne Doppelstockwagen einzusetzen, im Gegenzug leistet das Land Niedersachsen Ausgleichszahlungen. Zusammen mit den als Regional-Express verkehrenden Zügen ergibt sich in etwa ein Stundentakt. Seit Mitte Dezember 2010 wird außerdem auf dem Abschnitt Oldenburg–Bad Zwischenahn eine stündlich verkehrende Linie der Regio-S-Bahn Bremen/Niedersachsen angeboten.
Der Haltepunkt Oldenburg-Wechloy wurde in unmittelbarer Nähe zur Carl von Ossietzky Universität Oldenburg gebaut und 2015 in Betrieb genommen.

## Ausbau
Im „weiteren Bedarf“ des Bundesverkehrswegeplans 2003 war ein zweigleisiger Ausbau für den Güterverkehr der Häfen vorgesehen.
Langfristiges Ziel der Landesnahverkehrsgesellschaft Niedersachsen (LNVG) ist die Verbesserung der Anschlusssituation in Leer zwischen den Nahverkehrszügen aus Richtung Oldenburg und der Emslandstrecke. Hier bestehen aktuell Wartezeiten zwischen 45 und 52 Minuten. Da die Anschlüsse in Bremen, Oldenburg und Münster eine höhere Priorität besitzen, ist der kürzere Umstieg nur durch Infrastrukturausbauten auf der Emslandstrecke und der Strecke Oldenburg–Leer realisierbar.
Langfristiges Ziel von niederländischer Seite sind durchgehende Fernzüge zwischen Groningen und Bremen mit zwei Stunden Fahrzeit.
Der 2016 beschlossene Bundesverkehrswegeplan 2030 sieht keinen Ausbau der Strecke Oldenburg–Leer vor. Gründe dafür seien die fehlende Zunahme des Schienengüterverkehrs, die nicht gegebene Notwendigkeit einer Kapazitätserweiterung für den Schienenpersonenfernverkehr (SPFV) und die damit einhergehende zu geringe Wirtschaftlichkeit.
Im Februar 2019 haben sich die Länder Niedersachsen und Bremen sowie die Provinz Groningen auf einen 128 Millionen Euro teuren Ausbau der Wunderline Bremen–Leer–Groningen geeinigt. Dieser soll in zwei Stufen geschehen und sieht in der zweiten Stufe (bis 2030) unter anderem einen zweigleisigen Ausbau zwischen den Bahnhöfen Augustfehn und Stickhausen-Velde vor.
Im dritten Gutachterentwurf des Deutschlandtakts ist ein zweigleisiger Ausbau zwischen Bad Zwischenahn und Westerstede-Ocholt geplant. Dafür sind, zum Preisstand von 2015, Investitionen von 61 Millionen Euro vorgesehen. Zudem ist im Betriebsbahnhof Stickhausen-Velde ein drittes Gleis unterstellt, für das, zum Preisstand von 2015, Investitionen von 17 Millionen Euro vorgesehen sind.

### Reaktivierung von Stationen
Am 18. Mai 2015 gab das Niedersächsische Ministerium für Wirtschaft, Arbeit und Verkehr bekannt, dass nach interner Prüfung in Zusammenarbeit mit der Landesnahverkehrsgesellschaft Niedersachsen (LNVG) die derzeit geschlossene Station in Apen, als eine von insgesamt 38 Stationen in Niedersachsen, wieder eröffnet werden könne. Im Fall von Apen kann dies aufgrund nötiger Infrastrukturmaßnahmen jedoch erst mittel- bis langfristig erfolgen.

## Bildergalerie

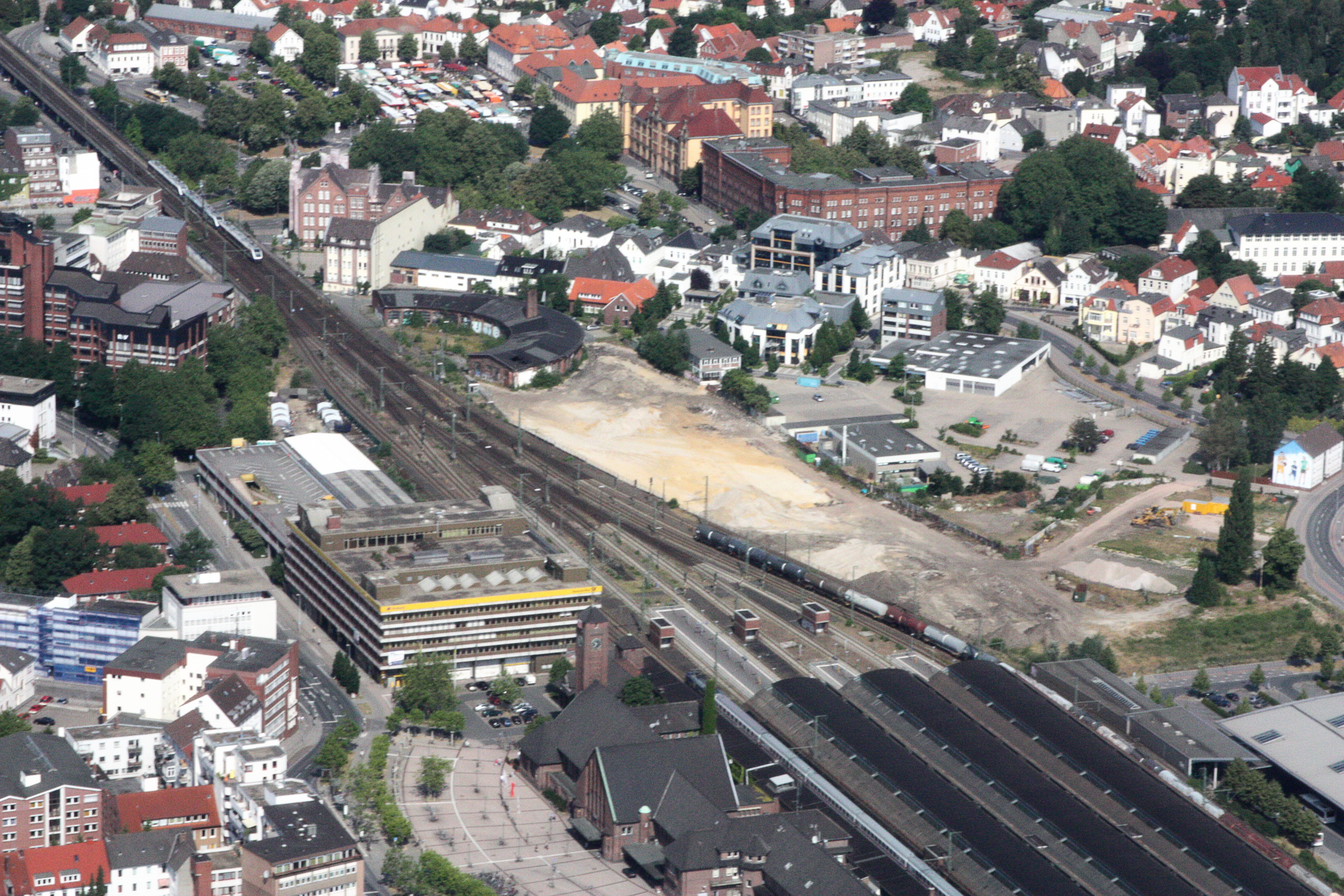
Abschnitt bei Oldenburg  Hauptbahnhof
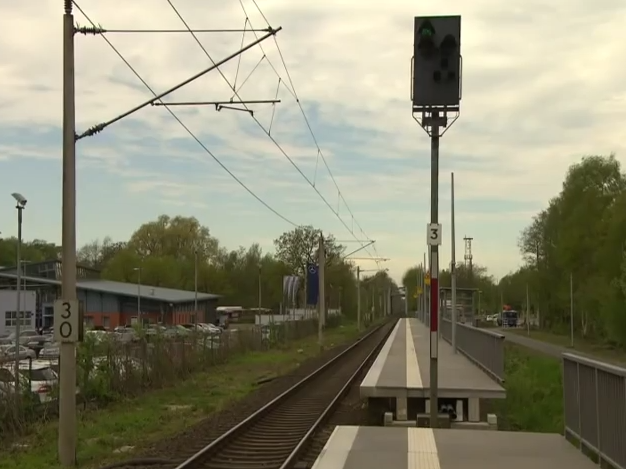
Neuer Haltepunkt Oldenburg-Wechloy, noch mit Signal im Bahnsteigbereich (2015)
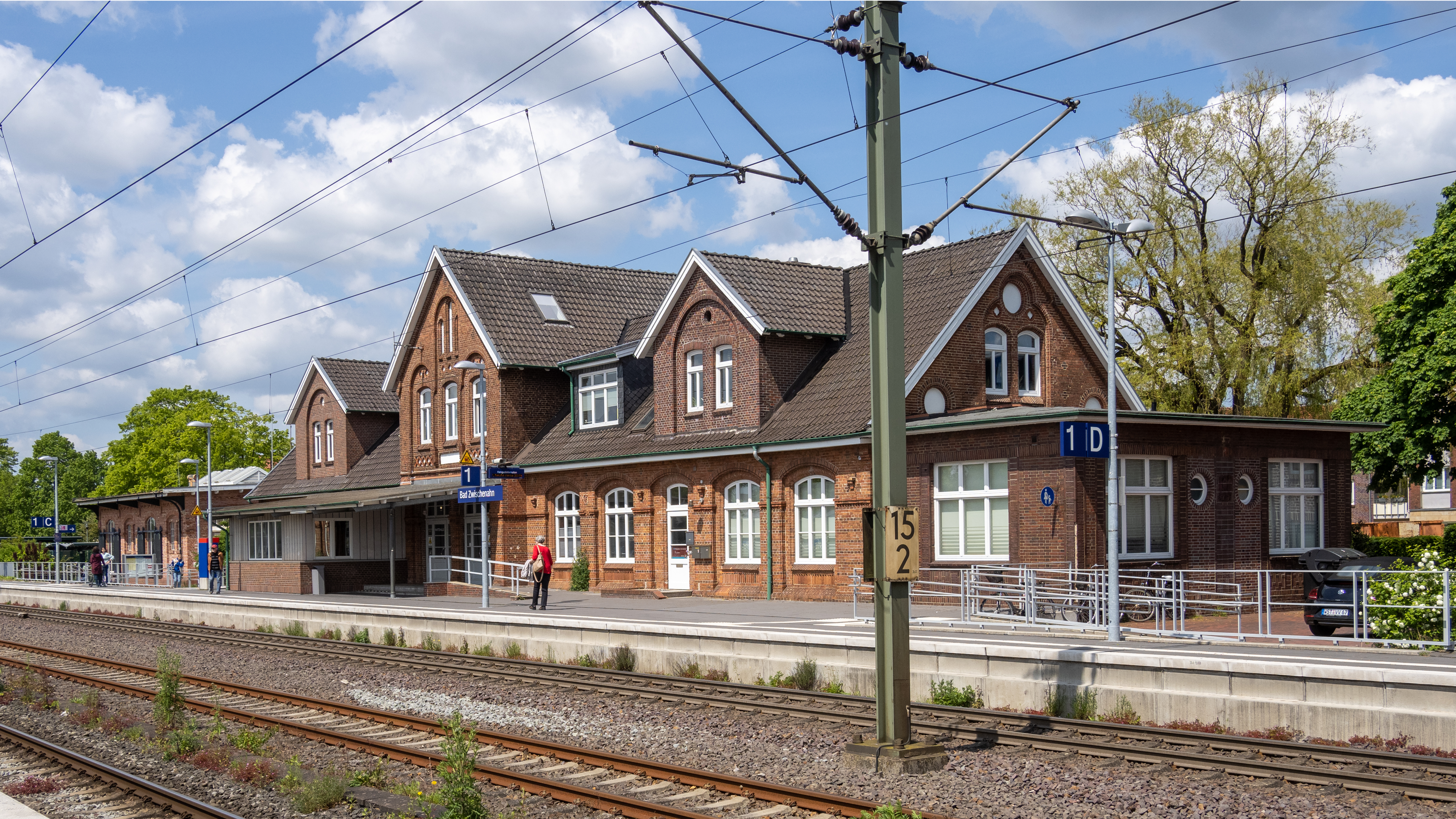
Bahnhof Bad Zwischenahn
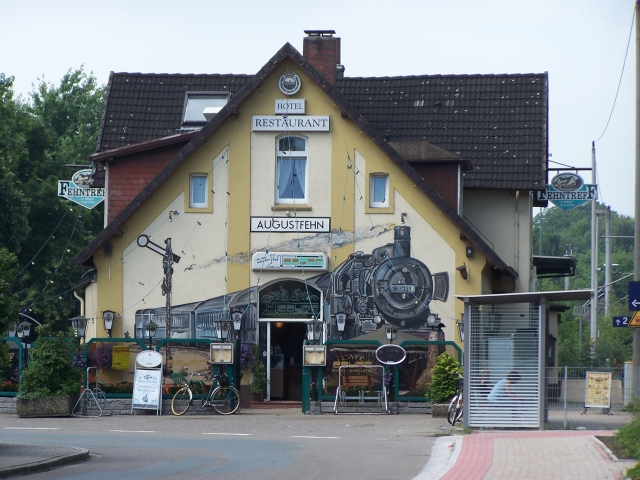
Bahnhof Augustfehn (2005)
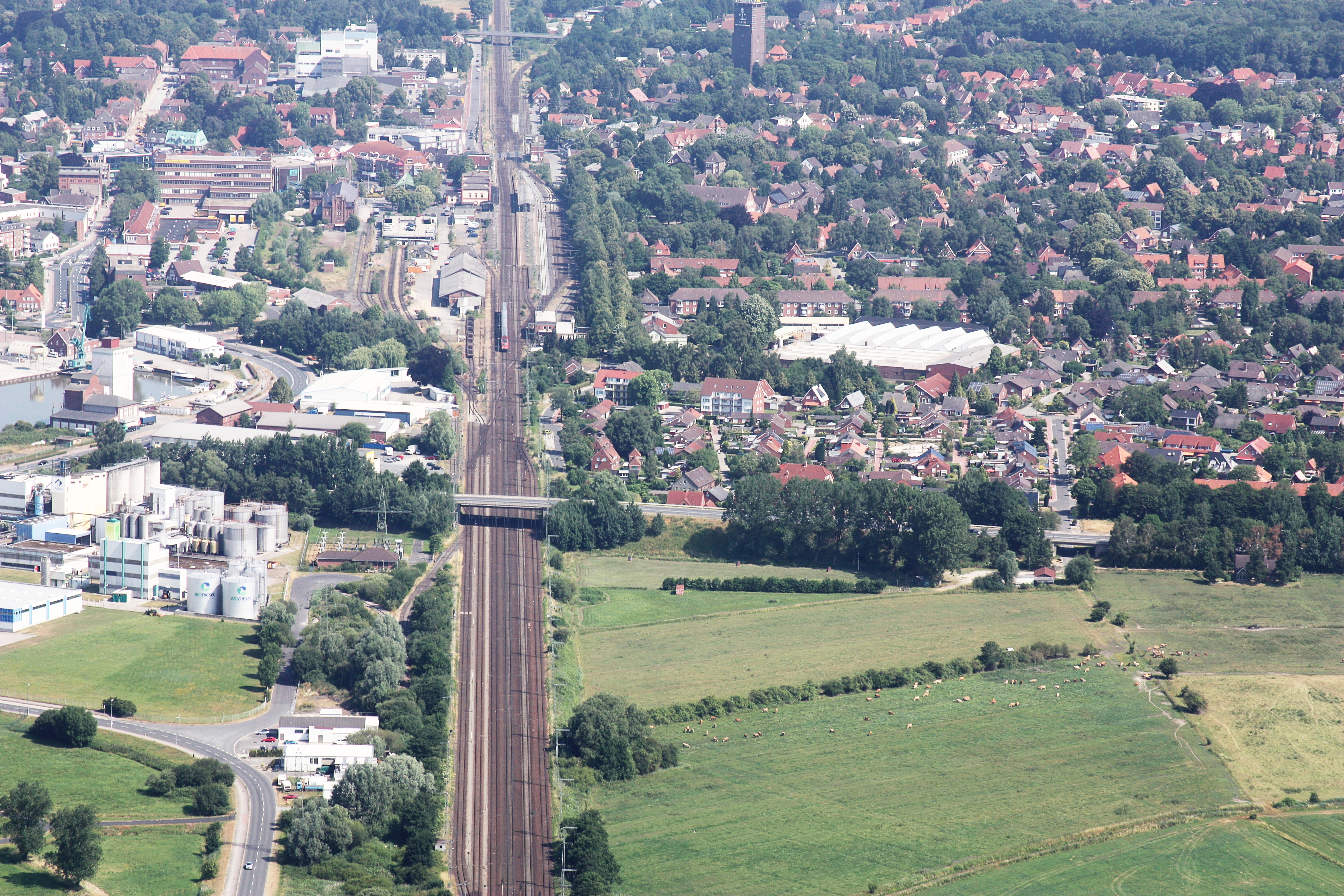
Oben der Bahnhof Leer und darüber die rechts abzweigende Strecke nach Oldenburg